# Ranunculus peduncularis
Ranunculus peduncularis är en ranunkelväxtart som beskrevs av James Edward Smith. Ranunculus peduncularis ingår i släktet ranunkler, och familjen ranunkelväxter. Utöver nominatformen finns också underarten R. p. erodiifolius.